# Hagelkreuzstraße 3a (Mönchengladbach)

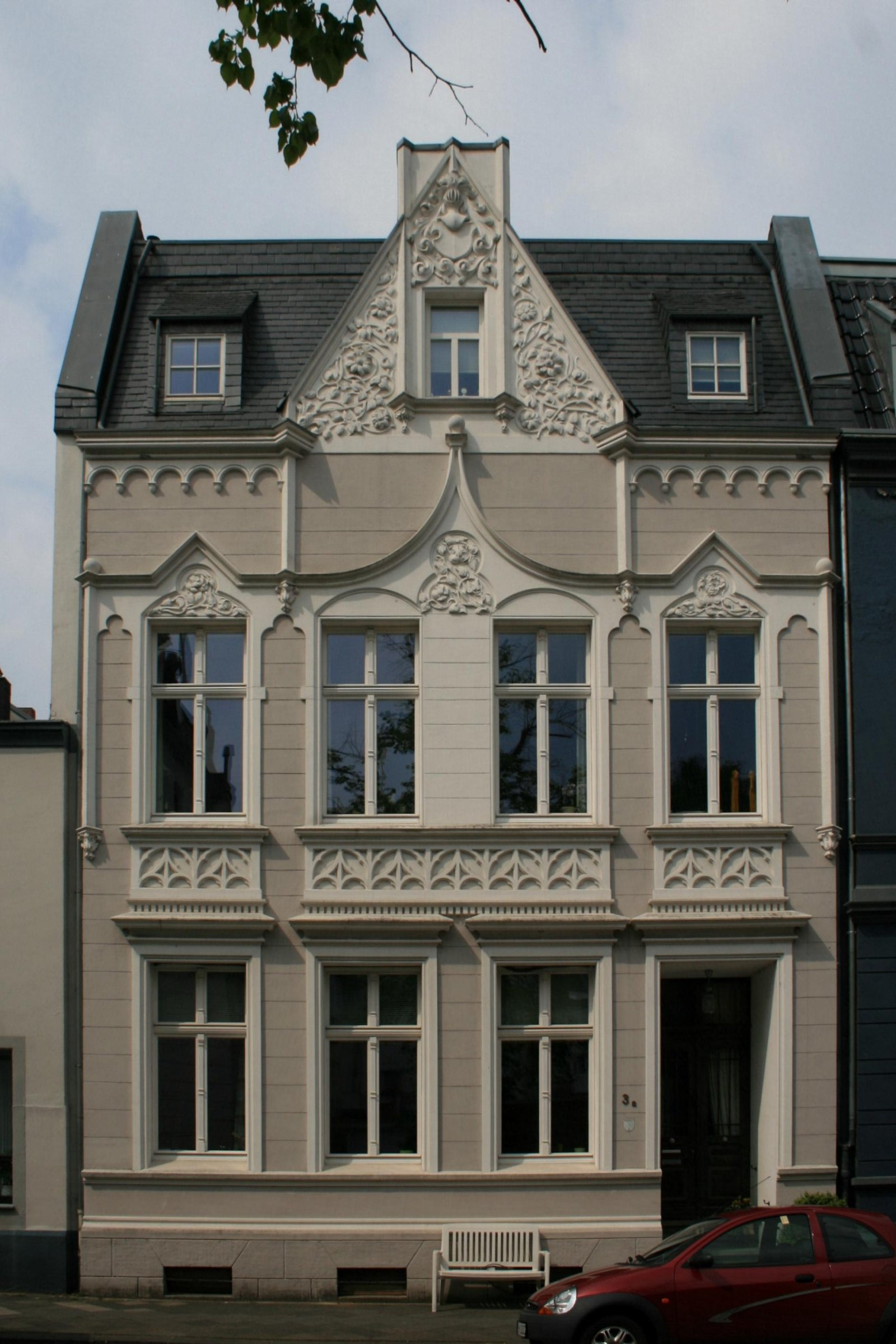
Wohnhaus (2010)

Das Wohnhaus Hagelkreuzstraße 3a steht in Mönchengladbach (Nordrhein-Westfalen).
Das Gebäude wurde 1904/1908 erbaut. Es wurde unter Nr. H 099  am 6. Januar 1998 in die Denkmalliste der Stadt Mönchengladbach eingetragen.

## Lage
Die Hagelkreuzstraße liegt zwischen dem Neuen Wasserturm und dem Bunten Garten.

## Architektur
Es handelt sich um einen zweigeschossigen Putzbau von vier Achsen mit einem steil geneigten Satteldach. Mittelaxiale Betonung durch einen spitzen Dreiecksgiebel. Schwach ausgeprägte Horizontalgliederung mittels Sockel-, Sohlbankgesims und Fensterverdachungen im Erdgeschoss, sowie durch zwei Dachgesimsabschnitte über einem Rundbogenfries.
Die Erschließung des Hauses erfolgt rechts durch eine tief eingeschnittene Eingangsnische. Die Fenster sind als gleichförmige Hochrechtecke in geschossweise variierender Ausführung formuliert. Von einer schlichten Stuckfassung mit einer Gebälkverdachung gerahmt sind die drei Fenster und die Eingangsnische des Erdgeschosses. Von den gleichmäßig gereihten Fenstern des Obergeschosses sind die beiden mittleren betont durch ein verbindendes Sohlbankgesims sowie ein kielbogenförmiges, bis ins Giebelfeld reichendes Bekrönungsprofil über einer vegetabilisch ausgebildeten Ornamentik.
Die Brüstungsfelder ziert gotisches Maßwerkdekor. Das üppig mit floraler Ornamentik gefüllte Giebelfeld öffnet mittig ein hochrechteckiges Fenster, das von einer fialähnlichen Fassung gerahmt wird. Die Dachfläche durchbricht jeweils eine den Giebel flankierende Schleppgaube.